# Francesco Fiorani
Francesco Fiorani (Guardamiglio, 22 dicembre 1920 – Guardamiglio, 8 maggio 2012) è stato un calciatore italiano, di ruolo centrocampista.

## Caratteristiche tecniche
Nel corso della carriera ha ricoperto i ruoli di mezzala e mediano; nella sua ultima stagione al Piacenza è stato spesso impiegato come ala.

## Carriera
Esordisce nel Codogno, nel campionato di Prima Divisione 1940-1941, per passare l'anno successivo al Piacenza, in prestito, in Serie C: vi disputa una stagione da titolare, prima di rientrare al Codogno per il campionato 1942-1943.
Al termine della seconda guerra mondiale fa ritorno definitivamente al Piacenza, ammesso al campionato di Serie B-C Alta Italia 1945-1946. Alla formazione biancorossa lega il resto della sua carriera, disputando un totale di tre campionati di Serie B per 67 presenze complessive. Rimane in forza al Piacenza anche dopo la retrocessione del 1948, sempre come titolare nei successivi tre campionati di Serie C.
Nel campionato 1951-1952 contribuisce da rincalzo al primo posto della formazione allenata da Mariano Tansini, utilizzato come jolly in più ruoli. A fine stagione, ormai trentaduenne, si trasferisce alla Rivergarese, formazione dilettantistica piacentina partecipante al campionato di Promozione. Chiude la carriera agonistica ormai quarantenne, con una stagione da allenatore-giocatore nel Guardamiglio, in Seconda Categoria.
Con la maglia del Piacenza ha disputato complessivamente 221 partite di campionato, risultando il quinto nella graduatoria dei giocatori più presenti della storia del club.

## Statistiche

### Presenze e reti nei club
| Stagione        | Squadra         | Campionato      | Campionato | Campionato | Coppe nazionali | Coppe nazionali | Coppe nazionali | Coppe continentali | Coppe continentali | Coppe continentali | Altre coppe | Altre coppe | Altre coppe | Totale | Totale |
| Stagione        | Squadra         | Comp            | Pres       | Reti       | Comp            | Pres            | Reti            | Comp               | Pres               | Reti               | Comp        | Pres        | Reti        | Pres   | Reti   |
| --------------- | --------------- | --------------- | ---------- | ---------- | --------------- | --------------- | --------------- | ------------------ | ------------------ | ------------------ | ----------- | ----------- | ----------- | ------ | ------ |
| 1940-1941       | Codogno         | PD              | ?          | ?          | -               | -               | -               | -                  | -                  | -                  | -           | -           | -           | ?      | ?      |
| 1941-1942       | Piacenza        | C               | 28         | 3          | -               | -               | -               | -                  | -                  | -                  | -           | -           | -           | 28     | 3      |
| 1942-1943       | Codogno         | C               | ?          | ?          | -               | -               | -               | -                  | -                  | -                  | -           | -           | -           | ?      | ?      |
| Totale Codogno  | Totale Codogno  | Totale Codogno  | ?          | ?          | -               | -               | -               | -                  | -                  | -                  | -           | -           | -           | ?      | ?      |
| 1945-1946       | Piacenza        | B-C             | 9          | 1          | -               | -               | -               | -                  | -                  | -                  | CAI         | 6           | 0           | 15     | 1      |
| 1946-1947       | Piacenza        | B               | 27         | 5          | -               | -               | -               | -                  | -                  | -                  | -           | -           | -           | 27     | 5      |
| 1947-1948       | Piacenza        | B               | 31         | 0          | -               | -               | -               | -                  | -                  | -                  | -           | -           | -           | 31     | 0      |
| 1948-1949       | Piacenza        | C               | 38         | 1          | -               | -               | -               | -                  | -                  | -                  | -           | -           | -           | 38     | 1      |
| 1949-1950       | Piacenza        | C               | 30         | 2          | -               | -               | -               | -                  | -                  | -                  | -           | -           | -           | 30     | 2      |
| 1950-1951       | Piacenza        | C               | 36         | 0          | -               | -               | -               | -                  | -                  | -                  | -           | -           | -           | 36     | 0      |
| 1951-1952       | Piacenza        | C               | 22+4       | 4+0        | -               | -               | -               | -                  | -                  | -                  | -           | -           | -           | 26     | 4      |
| Totale Piacenza | Totale Piacenza | Totale Piacenza | 221+4      | 16+0       | -               | -               | -               | -                  | -                  | -                  | -           | 6           | 0           | 231    | 16     |
| 1952-1953       | Rivergarese     | Pr              | ?          | ?          | -               | -               | -               | -                  | -                  | -                  | -           | -           | -           | ?      | ?      |
| 1959-1960       | Guardamiglio    | 2° Cat          | ?          | ?          | -               | -               | -               | -                  | -                  | -                  | -           | -           | -           | ?      | ?      |
| Totale carriera | Totale carriera | Totale carriera | 225+       | 16+        | -               | -               | -               | -                  | -                  | -                  | -           | 6           | 0           | 231+   | 16+    |

## Palmarès

### Giocatore

#### Competizioni nazionali
- Serie C: 1

Piacenza: 1951-1952